# آرتور لیک (هنرپیشه)
آرتور لیک (انگلیسی: Arthur Lake؛ ‏ ۱۷ آوریل ۱۹۰۵ – ۹ ژانویهٔ ۱۹۸۷) بازیگر اهل ایالات متحده آمریکا بود.
از فیلم‌هایی که وی در آن نقش داشته‌است، می‌توان به کالیفرنیا درست روبه‌رو اشاره کرد.